# داسوكوريون (سيرري)

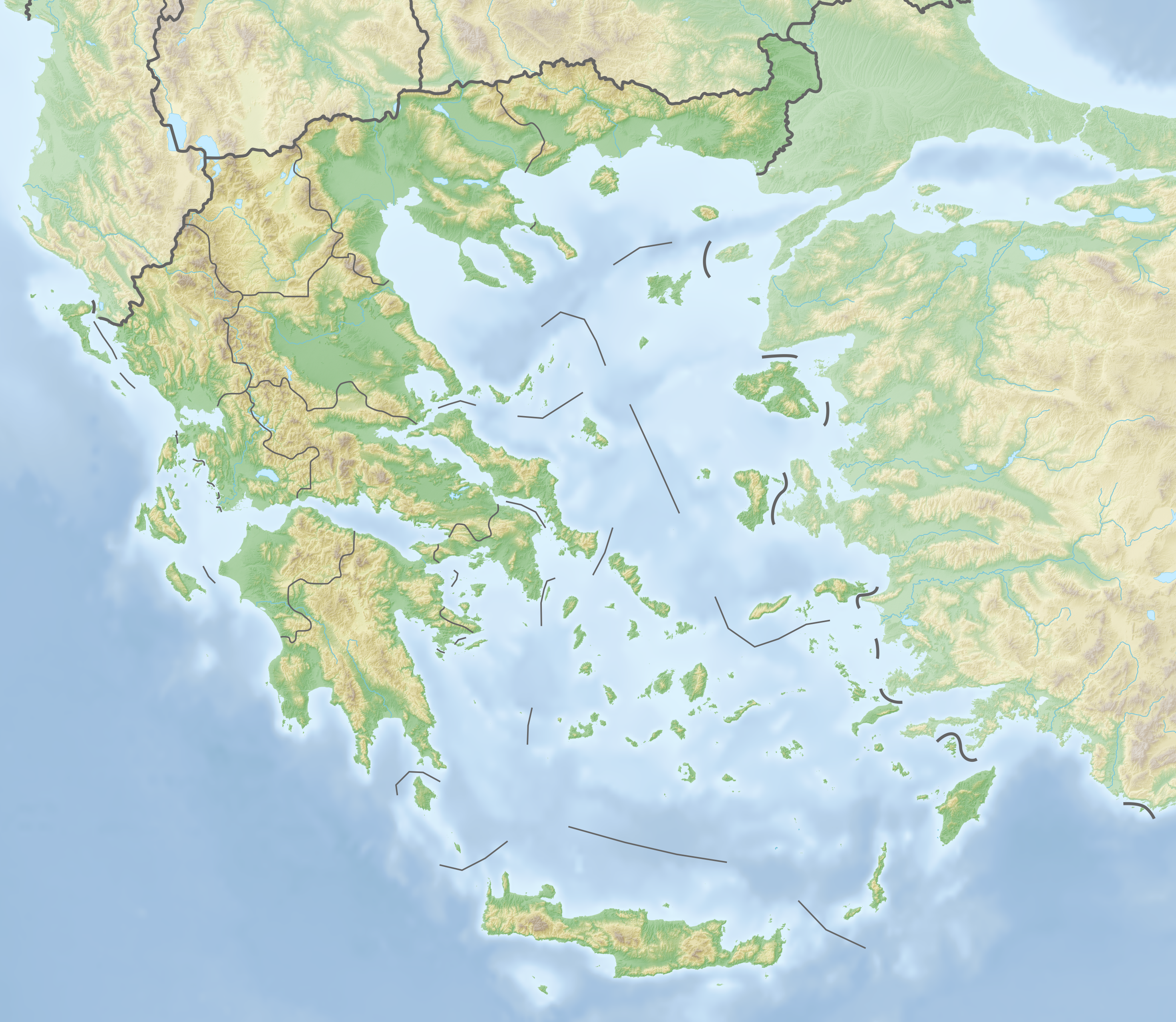

داسوكوريون (Δασοχώριον) هي مدينة في سيرري في مقاطعة فوريا إلادا في اليونان.
يبلغ عدد سكانها حوالي 848 نسمة.